# Sinoluperus
Sinoluperus is een geslacht van kevers uit de familie bladkevers (Chrysomelidae).
De wetenschappelijke naam van het geslacht werd in 1963 gepubliceerd door Gressitt & Kimoto.

## Soorten
- Sinoluperus beta Mohamedsaid, 1999
- Sinoluperus subcostatus Gressitt & Kimoto, 1963
- Sinoluperus wuyiensis Yang & Wu in Yang, Wang & Wu, 1998